# Grb Trinidada i Tobaga
Grb Trinidada i Tobaga prihvaćen je 1962. godine, nakon proglašenja neovisnosti ove otočke države. Kao što je slučaj kod grbova ostalih karipskih država koje su bile kolonije Velike Britanije, grb Trinidada i Tobaga ima šljem na kojem je nacionalni simbol, te štit kojem je sa svake strane po jedna životinja. U ovom su slučaju nacionalni simboli palma i kormilo, a životinje su dvije ptice, ružičasti ibis (Eudocimus ruber, iz reda rodarica), te Ortalis ruficauda iz porodice Cracidae, koji stoje iznad stiliziranih Trinidada i Tobaga.
Štit je istih boja kao i državna zastava. Na njemu se nalaze tri Kolumbova broda te dva kolibrića, simboli Trinidada. U podnožju je geslo Trinidada i Tobaga, "Together We Aspire, Together We Achieve" ("Zajedno težimo, zajedno postižemo").